# Olympic National Forest

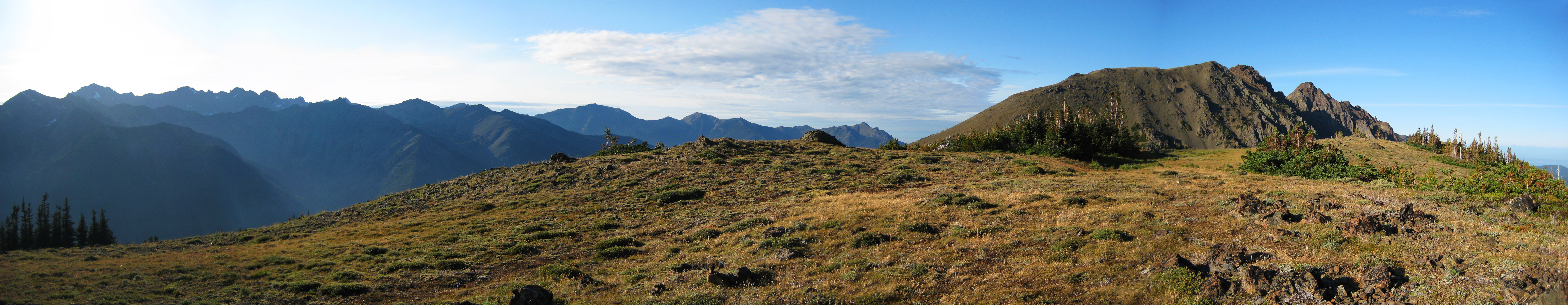
Panoramablick vom Marmot-Pass zur Buckhorn Wilderness. ganz rechts Buckhorn und Iron Mountain

Der Olympic National Forest ist ein Nationalforst (National Forest) im US-Bundesstaat Washington. Mit einer Fläche von 2.564 km² fügt er sich in Teilen um den Olympic-Nationalpark und den Mount Olympus. Der Olympic National Forest befindet sich in den Counties Clallam, Grays Harbor, Jefferson und im Mason. Die Landschaft des National Forests variiert vom gemäßigten Olympic-Regenwald zum Salzwasserfjord des Hood Canals und den Gipfeln des Mount Washington. Der jährliche Niederschlag erreicht durchschnittlich über 5,6 m, der Ströme wie den Humptulips River erzeugt.
Der Olympic National Forest wurde ursprünglich 1897 als Olympic Forest Reserve gegründet und dann 1907 in „Olympic National Forest“ umbenannt. Eine Studie der amerikanischen Forstverwaltung ergab 1993, dass sich der Wald ursprünglich auf etwa 108.000 ha ausdehnte. Der Wald wird von zwei Ranger-Distrikten aus verwaltet: dem Pacific Ranger District an der westlichen Seite der Olympic Peninsula und dem Hood Canal Ranger District an der östlichen Seite.
Die Hauptverwaltung des Waldes befindet sich in Olympia und die Büros der Ranger-Distrikte in Forks, Quinault und Quilcene. Das ehemalige Büro in Hoodsport schloss 2005 und beheimatet nun die dortige Handelskammer. Andere Orte am Rand des Walds sind Port Angeles, Sequim und Amanda Park.

## Sehenswürdigkeiten
- Lake Cushman
- Quinault Rain Forest
- Wynoochee Dam
- Seal Rock

## Wilderness-Gebiete

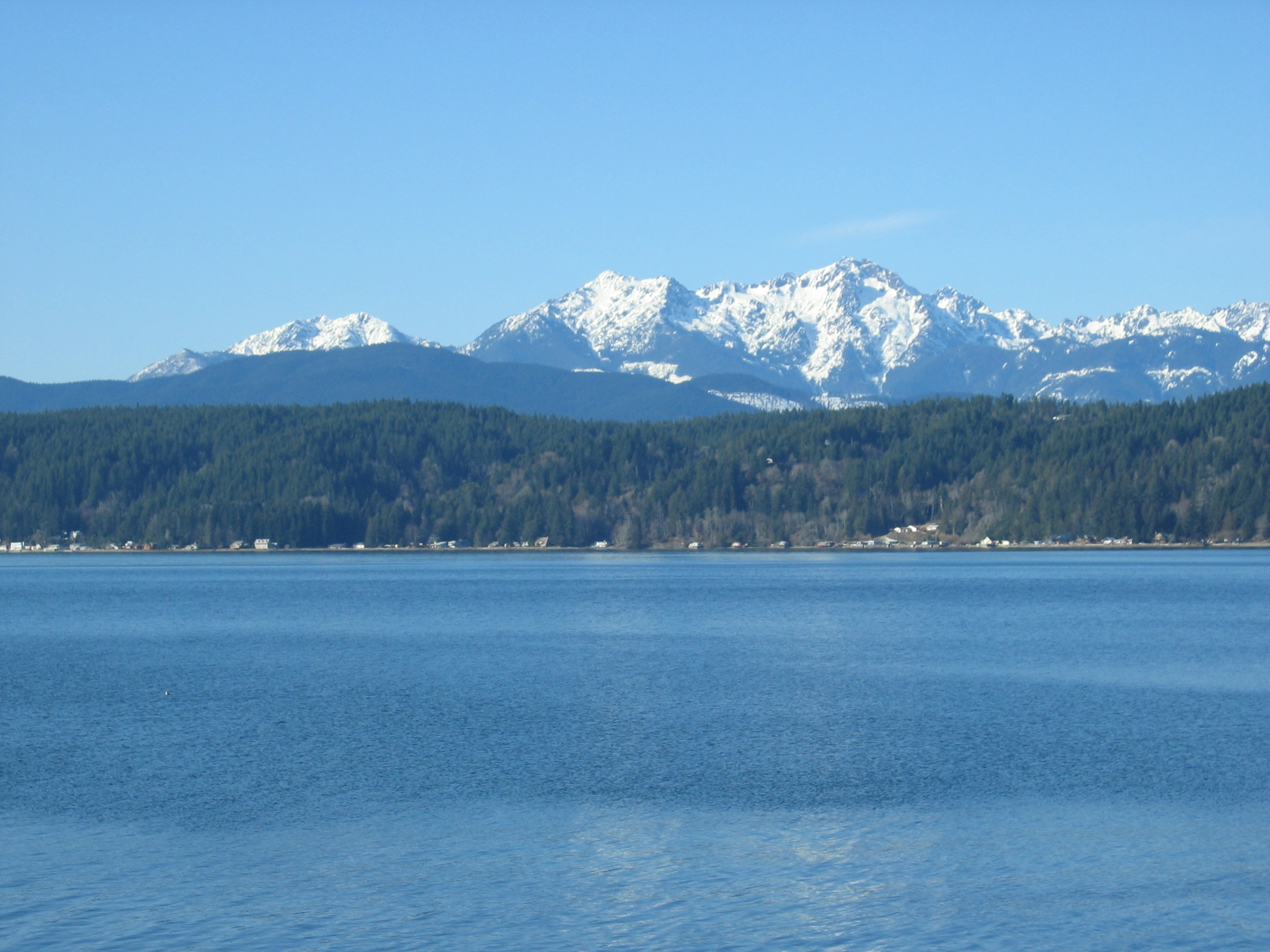
The Brothers vom Hood Canal aus

Durch das Washington Wilderness Act wurden 1984 im Gebiet des Olympic National Forest fünf Wilderness Area geschaffen. Zusammen umfassen sie 357 km² und damit etwa 15 % der Fläche des National Forest. Alle fünf Schutzgebiete werden vom U.S. Forest Service verwaltet und sind ohne Gebühren zugänglich, doch wie in allen Wilderness Areas gibt es auch in diesen keine Straßen und andere Infrastruktur, sondern nur Wanderwege. Menschen dürfen das Gebiet für eine naturnahe Nutzung und nur zu Fuß oder zu Pferd betreten. Fahrzeuge aller Art (auch Mountainbikes) sind unzulässig.

### The Brothers Wilderness
Die The Brothers Wilderness liegt nördlich des Lena Lake im östlichen Teil des Olympic National Forest. Die Wilderness Area grenzt im Norden an die Buckhorn Wilderness und im Süden an die Mount Skokomish Wilderness, im Westen an die Olympic Wilderness im Olympic-Nationalpark. Der Dosewallips River im Norden und der Hamma Hamma River im Süden liegen noch außerhalb der Wilderness Aera. Bis auf einen Talabschnitt des East Fork des Lena Creek besteht das 6750 Hektar große Gebiet aus einer dicht bewaldeten Wildnis in steilem, hügeligen Gelände. Der niedrigste Punkt liegt auf 213 m nahe dem Dosewallips River, der höchste Punkt ist ein Gipfel des 2092 m hohen Doppelgipfels der The Brothers. Durch die Wilderness fließt der Duckabush River durch ein weites, von Gletschern geformtes und bewaldetes Tal. Vom Tal aus steigt das Gelände steil an, im Norden zum Jupiter Lake und zum 1737 m hohen Mount Jupiter, im Süden zu den Gipfeln der The Brothers. 

Das Schutzgebiet liegt im Regenschatten der Olympic Mountains, so dass mit jährlich 2032 Millimeter verhältnismäßig wenig Niederschlag fallen. Das Klima ist gemäßigt mit Temperaturen im Sommer bis zu 26 °C und nur selten Frost in den Tälern im Winter. Die niedrigeren Lagen sind dicht bewaldet mit Westamerikanischen Hemlocktannen, Douglasien und Riesen-Lebensbäumen, in höheren Lagen mit Purpur-Tannen und Berg-Hemlocktannen, die in subalpine Bergwiesen und alpine Felszonen übergehen. 

Durch das Gebiet führen nur wenige Wege für Tages- und Mehrtagestouren. Der Brothers Trail führt über den Lena Lake Trail zu den The Brothers, die ein beliebtes Klettergebiet sind.

### Buckhorn Wilderness
Die Buckhorn Wilderness liegt im nordöstlichen Abschnitt des Olympic National Forest. Im Westen grenzt sie an die Olympic Wilderness im Olympic-Nationalpark und im Süden an die The Brothers Wilderness. Durch den Dungeness River und ein 87 Hektar großes Bergbaugebiet ist die 179 km² große Wilderness in einen kleineren nördlichen Teil und einen größeren südlichen Teil geteilt. Namensgebend ist der 2130 m hohe Mount Buckhorn im südlichen Teil des Schutzgebiets. Der höchste Berg ist der 2174 m hohe Mount Fricaba, andere Berge sind der 2118 m hohe Iron Mountain und der 1935 m hohe Tyler Peak. In den unteren Zonen ist das Schutzgebiet mit einem Urwald aus Douglasien, Westamerikanischen Hemlocktannen und Riesen-Lebensbäumen sowie dichtem Unterwuchs aus Farnen und Beerensträuchern bewaldet, in höheren Lagen wachsen Westliche Weymouth-Kiefern und Felsengebirgs-Tannen, bis der Wald in subalpine Bergwiesen und schließlich in steiles, felsiges Gelände übergeht.

Durch den nördlichen Teil fließt der Gray Wolf River. Südlich des Flusses geht das Gelände in einen sehr steilen und unwegsamen Höhenzug über. Der südliche Teil ist noch steiler und unwegsamer als der nördliche Teil. Durch gletschergeformte Täler fließen der Dungeness und der Quilcene River.

Etwa 95 Kilometer Wege für Tages- und Mehrtagestouren führen durch das Gebiet.

### Colonel Bob Wilderness
Die Colonel Bob Wilderness liegt östlich des Lake Quinault in der südwestlichen Ecke des Olympic National Forest. Im Norden grenzt sie an die Olympic Wilderness im Olympic-Nationalpark. Durch die 4840 Hektar große Wilderness Aera verlaufen zwei Bergketten, der Großteil des Gebiets liegt oberhalb einer Höhe von 500 m. Der niedrigste Punkt liegt auf 90 m Höhe im Quinault Valley und steigt dann steil innerhalb von 1,5 Kilometern auf über 1200 m an. Die höchste Erhebung liegt auf 1374 m an der östlichen Gebietsgrenze. Namensgebend ist der mitten im Gebiet liegende 1369 m hohe Colonel Bob. Mehrere kleine Bäche fließen nordwärts zum Quinault River oder südwärts Richtung Humptulips River.
Die Colonel Bob Wilderness erhält jährlich Niederschläge bis zu 3800 Millimeter und ist großteils mit einem dichten gemäßigten Regenwald aus Westamerikanischen Hemlocktannen und Purpur-Tannen bewaldet, der mit Riesen-Lebensbäumen, Douglasien und Sitka-Fichten durchsetzt ist. Der dichte Unterwuchs besteht aus Farnen, Sträuchern und Wildblumen. In den höheren Zonen geht die Vegetation in subalpine Wiesen und alpines, felsiges Gelände über. 

Durch das Gebiet führen über 19 Kilometer teils steile und schwierige Wanderwege, unter anderem der Colonel Bob Trail. Vom Gipfel des Colonel Bob bietet sich ein Panoramablick auf den Lake Quinault.

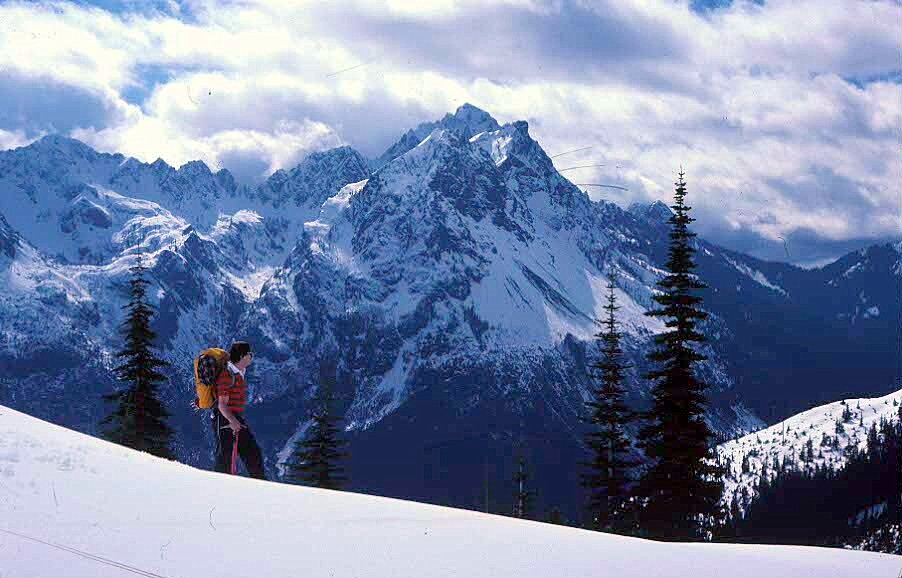
Schneeschuhgeher in der Mount Skokomish Wilderness, im Hintergrund der Mount Pershing

### Mount Skokomish Wilderness
Die Mount Skokomish Wilderness liegt nördlich des Lake Cushman im Mason County im südöstlichen Bereich des Olympic National Forest. Die Wilderness Area grenzt im Norden an die Olympic Wilderness des Olympic-Nationalparks. 

Durch das 5267 Hektar große Gebiet verlaufen von Nordosten nach Südwesten zwei Höhenrücken. Das Gebiet besteht aus sehr steilem, bergigen Gelände, die niedrigste, 250 m hoch gelegene Stelle befindet sich am Lake Cushman, der höchste Punkt ist der Gipfel des 2015 m hohen Mount Stone. Der namensgebende, 1961 m hohe Mount Skokomish, der auf der nordwestlichen Grenze des Schutzgebiets zum Olympic-Nationalpark liegt. Weitere Gipfel sind der 1828 m hohe Mount Henderson, der 1814 m hohe Mount Ellinor, der 1875 m hohe Mount Pershing und der 1907 m hohe Mount Washington. Die niedrigeren Zonen sind mit Urwald aus Douglasien, Westamerikanischen Hemlocktannen und Riesenlebensbäumen bewaldet. Im höher gelegenen Teil der Wilderness besteht der Wald aus Felsengebirgs-Tannen und Westlichen Weymouth-Kiefern, die schließlich einer kargen alpinen Vegetation und kahlen Felsen weichen. Durch das Tal zwischen den Bergketten fließt der Hamma Hamma River, dessen Ursprung in den Mildred Lakes liegt. 

Durch das Gebiet verlaufen nur vier steile Wege mit 20 Kilometer Gesamtlänge. Die Gipfel im Schutzgebiet sind beliebte Kletterziele.

### Wonder Mountain Wilderness
Die Wonder Mountain Wilderness liegt im Mason County westlich des Lake Cushman in der südöstlichen Ecke des Olympic National Forest und grenzt im Norden an den Olympic National Park. Die mit 950 Hektar kleinste Wilderness Area des Olympic National Forest hat die Form eines Dreiecks. Die südliche Spitze des Dreiecks bildet der abrupt ansteigende, 1477 m hohe Felsgipfel des Wonder Mountain, an der tiefsten Stelle liegt der Park 530 m hoch. Im Parkgebiet fallen jährlich etwa 1500 Millimeter Niederschlag, ein Großteil davon als Schnee. Die Temperaturen erreichen selten mehr als 26 °C. Die Berghänge sind dicht mit Westamerikanischen Hemlocktannen, Douglasien und Purpurtannen sowie einem Unterwuchs aus Beerensträuchern bewaldet. In der Wilderness liegen die Quellgebiete des McKay Creek und anderer Bäche. Die Bachläufe sind mit einem dichten Urwald aus Erlen, Weiden und Weinblatt-Ahorn bewachsen. 

Durch das Gebiet führen keine ausgebauten Wege. Nur zwei Forstwege führen im Südosten und Südwesten in die Nähe des Gebiets, das Betreten der Wildnis ist nur querfeldein möglich.